# George G. Fogg

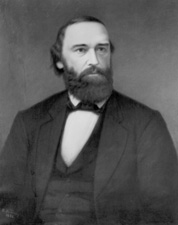
George Gilman Fogg

George Gilman Fogg, född 26 maj 1813 i Belknap County, New Hampshire, död 5 oktober 1881 i Concord, New Hampshire, var en amerikansk politiker, diplomat och publicist. Han representerade delstaten New Hampshire i USA:s senat 1866-1867.
Fogg utexaminerades 1839 från Dartmouth College. Han studerade juridik vid Harvard Law School och inledde 1842 sin karriär som advokat i New Hampshire.
Fogg var först demokrat men bytte sedan parti till Free Soil Party. Han var delstatens statssekreterare (New Hampshire Secretary of State) 1846-1847. Fogg bytte senare parti till republikanerna. Han var USA:s sändebud (Minister Resident) i Schweiz 1861-1865.
Senator Daniel Clark avgick 1866 och efterträddes av Fogg. Han efterträddes året efter av James W. Patterson.
Fogg var sedan ansvarig utgivare för Concord Daily Monitor. Han avled 1881 och gravsattes på Blossom Hill Cemetery i Concord.